# Alomancja
Alomancja (także: halomancja) – starożytna metoda wróżbiarstwa, w której do wróżenia wykorzystuje się sól. Polega na odczytywaniu przypadkowych wzorów, które tworzy sól, rozsypana, rzucona w powietrze albo w ogień.
Ze starożytnej sztuki wróżenia za pomocą soli wywodzą się przesądy z nią związane, między innymi zwyczaj rzucania soli przez lewe ramię lub wiara w to, że rozsypanie soli przynosi pecha.